# José Cotanda
Josep Cotanda Clemente (Valencia, 1758 - Valencia, 1802) fue un escultor español.
Hijo de José Cotanda y de Mariana Clemente,  se formó en la Real Academia de Bellas Artes de San Carlos y completó sus estudios con el escultor Francisco Sanchis. Fueron compañeros de estudios José Ginés y Pedro Bellver y Llop. Posteriormente fue miembro de la Academia de San Carlos, en 1793.  Su trabajo más destacado es el altar mayor de la iglesia de San Juan del Mercado de Valencia..